# Pilori de Frieira
Le pilori de Frieira (Pelourinho de Frieira) se trouve dans la freguesia de Macedo do Mato, du concelho de Bragance, du district du même nom, au Portugal.
Ce pilori se trouve classé comme Immeuble d'Intérêt Public depuis 1933.

## Référence
1. ↑   (en + pt) DGPC, « Notice no 74535 », sur Património Cultural Imóvel.